# Hallertauer Hopfenkönigin

Hallertauer Hopfenkönigin Theresa Hagl links 2019 mit der Brandenburger Bierkönigin Theresa Kupka rechts

Die Hallertauer Hopfenkönigin ist die auf jeweils ein Jahr gewählte Repräsentantin des Hallertauer Hopfens.

## Modalitäten
Um an der Wahl zur Hallertauer Hopfenkönigin teilnehmen zu dürfen, muss die jeweilige Kandidatin oder deren Familie im Besitz eines Hopfengartens sein. Die Wahl der Hallertauer Hopfenkönigin erfolgt auf dem Volksfest in Wolnzach. Hierbei ist der Tag der Wahl jeweils der erste Montag während des Zeitraums des Volksfestes in Wolnzach. Die Wahl findet in der dortigen Festhalle statt und stimmberechtigt ist jeder Besucher am Wahltag. In der Festhalle finden 3000 Gäste Platz. Des Weiteren finden zwei Wahlgänge statt, im ersten Wahlgang werden die drei Damen mit den meisten Stimmen ermittelt. Im zweiten Wahlgang werden schließlich die Hopfenprinzessin (dritter Platz), die Hopfenvizekönigin (zweiter Platz) und die Hopfenkönigin (erster Platz) ermittelt.
Die Kandidatinnen haben am Abend der Wahl ihre Sachkunde bezüglich Hopfen und ihre Schlagfertigkeit nachzuweisen. Während ihrer einjährigen Amtszeit bewerben Königin, Vizekönigin und Prinzessin den Hallertauer Hopfen auf Messen, Volksfesten und anderen Veranstaltungen, auch im Ausland.
Ferner erfolgt eine formale Einteilung der Kandidatinnen je nachdem aus welchem Siegelbezirk sie stammen. Diese Einteilung spielt für die Wahl keine weitere Rolle und ist eher als Orientierung für den Zuschauer zu sehen. Außerdem gibt es keine Bestimmungen bezüglich der Anzahl der Teilnehmerinnen pro Siegelbezirk.

## Besonderheiten
Von 1955 bis 1960 konnten sich die Siegelgemeinden auf keine gemeinsame Wahl einigen und wählten für jeden Bezirk eine eigene Hopfenkönigin. So gab es Königinnen in Geisenfeld, Mainburg, Pfaffenhofen, Wolnzach und Au in der Hallertau. Bei der Wahl 2003 gab es zwei Königinnen. Bis zu diesem Zeitpunkt gab es nur einen Wahlgang und die beiden späteren Königinnen hatte die gleiche Anzahl an Stimmen. Um nicht das Los entscheiden lassen zu müssen, beschlossen die Bürgermeister noch am Wahlabend, beiden die Königinnenwürde zu verleihen. Seit 2004 gibt es einen geänderten Wahlmodus, um dies zu verhindern. Bei den Wahlen 2017, 2018, 2019, 2022 und 2023 gab es jeweils nur zwei Bewerberinnen und somit keine Hopfenprinzessin. Die Wahlen 2020 und 2021 fielen wegen Corona aus.

## Hallertauer Hopfenköniginnen seit 1952
1952–1960
- 1952/1953 Magdalena Meier aus Brunnhof, Siegelbezirk Pfaffenhofen an der Ilm[1]
- 1953/1954 Resi Singer aus Wolnzach, Siegelbezirk Wolnzach
- 1954/1955 Thea Euringer aus Schillwitzried, Siegelbezirk Geisenfeld
- von 1955 bis 1960 konnten sich die Siegelgemeinden der Hallertau nicht auf eine gemeinsame Wahl einigen

1961–1969
- 1961/1962 Imelda Niedermeier aus Königsfeld, Siegelbezirk Wolnzach
- 1962/1963 Margarete Breitner aus Niederlauterbach, Siegelbezirk Wolnzach
- 1963/1964 Christa Eibel aus Gosseltshausen, Siegelbezirk Wolnzach
- 1964/1965 Hannelore Siebler aus Rohregg, Siegelbezirk Au in der Hallertau
- 1965/1966 Sophie Glas aus Geisenfeld, Siegelbezirk Geisenfeld
- 1966/1967 Maria Huber aus Mainburg, Siegelbezirk Mainburg
- 1967/1968 Brigitte Hofmeier aus Gosseltshausen, Siegelbezirk Wolnzach
- 1968/1969 Christa Schwärzer aus Wolnzach, Siegelbezirk Wolnzach
- 1969/1970 Erna Stanglmeier aus Reichertshausen, Siegelbezirk Au in der Hallertau

1970–1979
- 1970/1971 Mariele Beer aus Rudertshausen, Siegelbezirk Au in der Hallertau
- 1971/1972 Kathi Penger aus Mösbuch, Siegelbezirk Au in der Hallertau
- 1972/1973 Marlene Sedlmeier aus Niederhinzing, Siegelbezirk Au in der Hallertau
- 1973/1974 Hermine Loibl aus Eschelbach, Siegelbezirk Wolnzach
- 1974/1975 Hildegard Steibel aus Niederumelsdorf, Siegelbezirk Siegenburg
- 1975/1976 Marlene Siegmund aus Wolnzach, Siegelbezirk Wolnzach
- 1976/1977 Irene Zwerger aus Biburg (Niederbayern), Siegelbezirk Siegenburg
- 1977/1978 Marianne Kappelmeier aus Niederlauterbach, Siegelbezirk Wolnzach
- 1978/1979 Elfriede Haage aus Kemnathen, Siegelbezirk Wolnzach
- 1979/1980 Anneliese Kellerer aus Wolnzach, Siegelbezirk Wolnzach

1980–1989
- 1980/1981 Brigitte Schulmeyr aus Wolnzach, Siegelbezirk Wolnzach
- 1981/1982 Agnes Zeitler aus Ossenzhausen, Siegelbezirk Wolnzach
- 1982/1983 Brigitte Lang aus Starzhausen, Siegelbezirk Wolnzach
- 1983/1984 Elfriede Putz aus Osseltshausen, Siegelbezirk Au in der Hallertau
- 1984/1985 Marianne Huber aus Holzhof, Siegelbezirk Au in der Hallertau
- 1985/1986 Angela Meier aus Niederlauterbach, Siegelbezirk Wolnzach
- 1986/1987 Gerlinde Schichtl aus Gosseltshausen, Siegelbezirk Wolnzach
- 1987/1988 Karin Gschlößl aus Burgstall, Siegelbezirk Wolnzach
- 1988/1989 Eva Gabelsberger aus Appersdorf, Siegelbezirk Mainburg
- 1989/1990 Christa Schneider aus Zell (Geisenfeld), Siegelbezirk Geisenfeld

1990–1999
- 1990/1991 Manuela Kellerer aus Aiglsbach, Siegelbezirk Mainburg
- 1991/1992 Rita Wolfram aus Au am Aign, Siegelbezirk Wolnzach
- 1992/1993 Martina Daniel aus Waal, Siegelbezirk Wolnzach
- 1993/1994 Alexandra Meisinger aus Ronnweg, Siegelbezirk Wolnzach
- 1994/1995 Sandra Stock aus Volkenschwand, Siegelbezirk Mainburg
- 1995/1996 Petra Hartl aus Wolnzach, Siegelbezirk Wolnzach
- 1996/1997 Rita Neumeier aus Steinbach, Siegelbezirk Mainburg
- 1997/1998 Christine Schlicht aus Geroldshausen, Siegelbezirk Wolnzach
- 1998/1999 Anita Putz aus Seeb, Siegelbezirk Mainburg
- 1999/2000 Monika Kappelmeier aus Geisenfeld, Siegelbezirk Geisenfeld

2000–2009
- 2000/2001 Andrea Wernthaler aus Kranzberg, Siegelbezirk Au in der Hallertau
- 2001/2002 Daniela Pichlmaier aus Gütersberg, Siegelbezirk Nandlstadt/Au in der Hallertau
- 2002/2003 Veronika Huber aus Hofen, Siegelbezirk Au in der Hallertau
- 2003/2004:
  - Sandra Finkenzeller aus Parleiten, Siegelbezirk Geisenfeld
  - Anita Penger aus Mösbuch, Siegelbezirk Au in der Hallertau (beide hatten bei der Wahl die gleiche Anzahl an Stimmen erhalten)
- 2004/2005 Monika Berger aus Ebrantshausen, Siegelbezirk Mainburg
- 2005/2006 Verena Kuffer aus Engelbrechtsmünster, Siegelbezirk Geisenfeld
- 2006/2007 Johanna Seidl aus Eschelbach, Siegelbezirk Wolnzach
- 2007/2008 Eva Maria Hagl aus Untermettenbach, Siegelbezirk Geisenfeld
- 2008/2009 Nicole Frankl aus Volkenschwand, Siegelbezirk Mainburg
- 2009/2010 Mona Euringer aus Dünzing, Siegelbezirk Altmannstein

2010–2019
- 2010/2011 Christina Thalmaier aus Eckersberg, Siegelbezirk Pfaffenhofen
- 2011/2012 Veronika Springer aus Hirnkirchen, Siegelbezirk Au in der Hallertau
- 2012/2013 Elisabeth Fuß aus Lutzmannsdorf, Doppelsiegel Pfeffenhausen/Mainburg[2]
- 2013/2014 Regina Obster aus Buch bei Aiglsbach, Siegelbezirk Mainburg[3]
- 2014/2015 Johanna Reith aus Wolnzach, Siegelbezirk Wolnzach
- 2015/2016 Anna Roßmeier aus Bachappen, Siegelbezirk Pfaffenhofen
- 2016/2017 Sabrina Schmalhofer aus Obersüßbach, Dreifachsiegel Mainburg/Au/Pfeffenhausen[4]
- 2017/2018 Theresa Zieglmeier aus Pfeffenhausen, Siegelbezirk Pfeffenhausen
- 2018/2019 Katharina Maier aus Eschelbach, Siegelbezirk Wolnzach
- 2019/2022 Theresa Hagl aus Oberhornbach, Siegelbezirk Pfeffenhausen

seit 2022
- 2022/2023 Susanne Kaindl aus Mooshof, Siegelbezirk Au in der Hallertau[5]
- 2023/2024 Lena Schmid aus Scheyern, Siegelbezirk Pfaffenhofen[6]
- 2024/2025 Eva-Maria Pichlmeyer, Siegelbezirk Au[7]
- 2025/2026 Theresa Eisenrieder, Siegelbezirk Mainburg

Siegelbezirke, die bisher eine Königin stellten: Altmannstein, Au in der Hallertau, Geisenfeld, Mainburg, Pfaffenhofen an der Ilm, Pfeffenhausen, Siegenburg, Wolnzach